# Гедин (лунный кратер)
Кратер Гедин (лат. Hedin) — древний большой ударный кратер в западной экваториальной области видимой стороны Луны. Название присвоено в честь шведского путешественника, географа, журналиста, писателя, графика, общественного деятеля Свена Гедина (1865—1952); утверждено Международным астрономическим союзом в 1964 г. Образование кратера относится к донектарскому периоду.

## Описание кратера

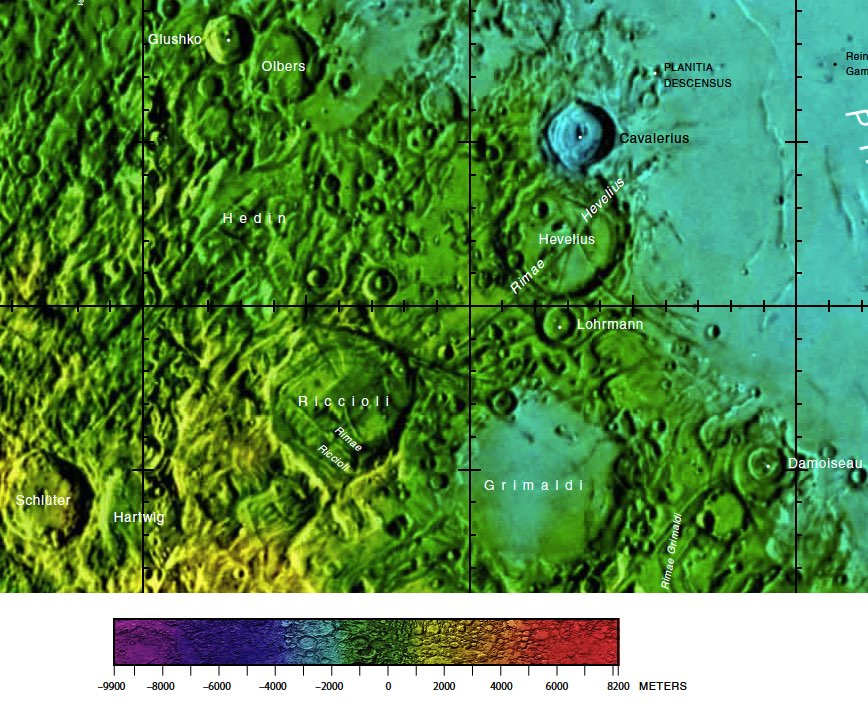
Окрестности кратера Гедин. Фрагмент карты видимой стороны Луны.

Ближайшими соседями кратера являются кратеры Ольберс и Глушко на севере, кратер Кавальери на востоке-северо-востоке, кратер Гевелий на востоке; кратер Гримальди на юго-востоке, кратер Риччоли на юге-юго-востоке, а также кратеры Шлютер и Хартвиг на юго-западе. На востоке от кратера лежит Океан Бурь, на юго-западе находятся горы Кордильеры. Селенографические координаты центра кратера 2°52′ с. ш. 76°34′ з. д. / 2,87° с. ш. 76,57° з. д., диаметр 157,4 км, глубина 1,25 км.
За время своего существования кратер значительно разрушен, вал сглажен последующими импактами. Западная часть вала перекрыта множеством небольших кратеров, северо-западная крупным сателлитным кратером Гедин А (см. ниже), юго-восточная сателлитным кратером Риччоли H с высоким альбедо. В северо-западной и западной частях вала находятся два безымянных маленьких кратера с очень высоким альбедо. Средняя высота вала кратера над окружающей местностью 1740 м, объем кратера составляет приблизительно 25300 км³. Дно чаши кратера пересеченное, отмечено несколькими бороздами. Северо-западная часть чаши более ровная, имеет низкое альбедо из-за заполнения базальтовой лавой.

## Сателлитные кратеры
| Гедин | Координаты                                          | Диаметр, км |
| ----- | --------------------------------------------------- | ----------- |
| A     | 5°24′ с. ш. 78°04′ з. д. / 5,4° с. ш. 78,06° з. д.  | 64,7        |
| B     | 4°20′ с. ш. 83°51′ з. д. / 4,34° с. ш. 83,85° з. д. | 21,1        |
| C     | 4°20′ с. ш. 84°41′ з. д. / 4,33° с. ш. 84,69° з. д. | 10,6        |
| F     | 3°57′ с. ш. 74°30′ з. д. / 3,95° с. ш. 74,5° з. д.  | 19,6        |
| G     | 3°49′ с. ш. 73°31′ з. д. / 3,82° с. ш. 73,51° з. д. | 13,8        |
| H     | 3°04′ с. ш. 72°20′ з. д. / 3,06° с. ш. 72,33° з. д. | 12,3        |
| K     | 2°55′ с. ш. 73°10′ з. д. / 2,91° с. ш. 73,16° з. д. | 11,3        |
| L     | 5°08′ с. ш. 71°28′ з. д. / 5,13° с. ш. 71,47° з. д. | 10,5        |
| N     | 4°58′ с. ш. 71°53′ з. д. / 4,97° с. ш. 71,88° з. д. | 24,0        |
| R     | 5°14′ с. ш. 76°05′ з. д. / 5,24° с. ш. 76,09° з. д. | 7,6         |
| S     | 5°41′ с. ш. 75°13′ з. д. / 5,69° с. ш. 75,22° з. д. | 8,6         |
| T     | 4°14′ с. ш. 72°58′ з. д. / 4,24° с. ш. 72,96° з. д. | 6,8         |
| V     | 5°17′ с. ш. 73°51′ з. д. / 5,29° с. ш. 73,85° з. д. | 10,5        |
| Z     | 1°55′ с. ш. 79°01′ з. д. / 1,91° с. ш. 79,01° з. д. | 10,2        |

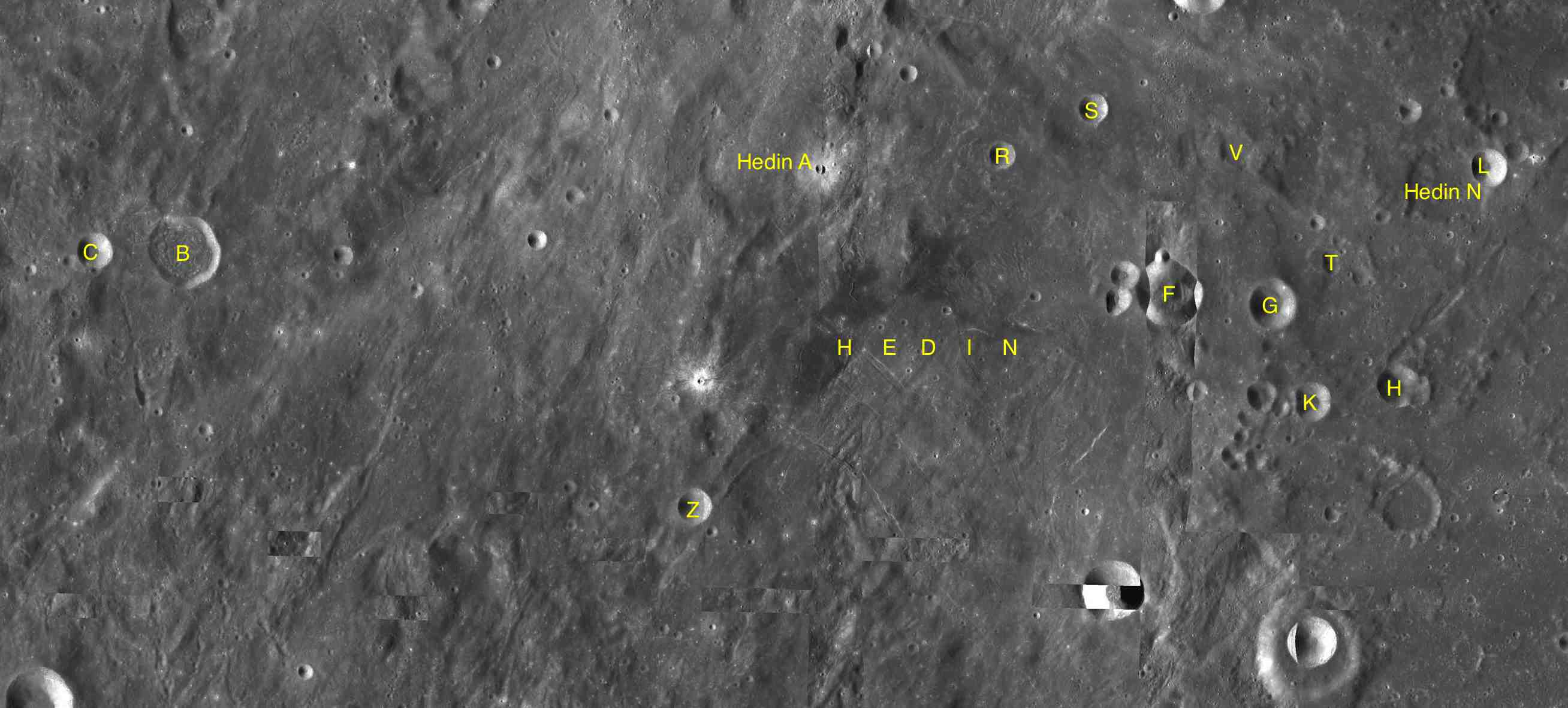
Фрагмент карты LAC-55.

- Образование сателлитного кратера Гедин A относится к донектарскому периоду[1].